# كيد (مغني)
كيد (بالدنماركية: Kidd)‏ هو مغني دنماركي، ولد في 31 مارس 1989 في دندي في المملكة المتحدة.

## وصلات خارجية
- كيد على موقع IMDb (الإنجليزية)
- كيد على موقع ميوزك برينز (الإنجليزية)
- كيد على موقع ديسكوغز (الإنجليزية)
- كيد على موقع قاعدة بيانات الفيلم (الإنجليزية)